# Hong Yuanshuo
Hong Yuanshuo (xinès simplificat: 洪元硕; xinès tradicional: 洪元碩; (Pequin, 31 de març de 1948 - ibídem, 1 d'agost de 2015) va ser un entrenador i jugador de futbol xinès. Al llarg de la seva carrera com a jugador va passar tot el temps al club Beijing Guoan, on va guanyar el títol de la lliga de l'any 1973 amb els seus companys. Des que es va retirar s'involucraria en l'escoltisme abans de passar a la gestió amb el club de tercer nivell Beijing Kuanli en 1997. Per a l'any 2009 tornaria al seu antic club com mànager per ajudar en la seva embranzida amb èxit pel títol de la super lliga xinesa 2009.

## Carrera com a jugador
A principis dels anys 70, Hong Yuanshuo es va unir a l'equip de futbol Beijing Guoan. Va jugar en extrem i es va convertir en el capità de l'equip. El 1973, Hong va ser seleccionat per l'entrenador, Nian Weisi per estar dins de la selecció de futbol de la Xina.

## Carrera com a entrenador
Després del seu retir el va treballar en l'equip juvenil Beijing de 1980. en aquest any l'explora a molts jugadors importants del Beijing Guoan i equip nacional; incloent a Gao Feng, Cao Xiandong, Deng Lejun, Tao Wei i Huang Bowen.

## Vida personal
Hong Yuanshuo va ser el fill del filòsof xinès Hong Qian (xinès: 洪 谦, 1909-1992).